# Ceresium swatensis
Ceresium swatensis là một loài bọ cánh cứng trong họ Cerambycidae.